# Justinian Jessup
Justinian Jessup (Longmont, 23 maggio 1998) è un cestista statunitense.

## Carriera

### High school
Ha vissuto a Boise durante la quarta e la quinta elementare e ha giocato a basket. Da bambino trascorreva lunghe ore in palestra migliorando il suo gioco. Ha passato quattro anni alla Longmont High School. Da junior, ha guidato la squadra in tutte le principali categorie statistiche con una media di 17,0 punti, 4,5 rimbalzi, 2,5 assist e 3,2 rubate a partita mentre conduceva Longmont alla partita per il titolo statale. È stato nominato Giocatore dell'anno 2015 Colorado 4A, Atleta dell'anno della North League, ed è stato selezionato per All-State First Team.
Nella sua stagione da senior, è stato classificato come il numero 8 in Colorado. Ha firmato la sua lettera di intenti per giocare per Boise State il 12 settembre 2015. Ha segnato una media di 18,3 punti e 4,9 rimbalzi a partita e ha portato Longmont a un record di 25-2, mentre ancora una volta è stato selezionato per primo a tutto stato e nominato Atleta dell'Anno della North League.

### College
Nelle sue prime nove partite per Boise State ha segnato una media di 9,4 punti a partita. Ha segnato 20 punti nella vittoria contro Presbyterian, diventando l'undicesima matricola Bronco a segnare 20 punti in una partita. Il gioco di Jessup è stato paragonato a quello dell'ex giocatore di Boise State, Anthony Drmic. "La sua sensibilità per il gioco è buona, ed è un lavoratore", ha dichiarato l'allenatore Leon Rice.
Ha segnato una media di 15.0 punti a partita nelle prime nove partite della sua seconda stagione e ha portato la squadra a un 8-1.  Jessup è stato pubblicamente rimproverato dopo il suo ruolo in una rissa in tribunale nella vittoria contro il New Mexico il 6 febbraio 2018.  Ha una media di 11,6 punti a partita come seconda opzione dietro Chandler Hutchison e ha colpito il 46% dei suoi tre- tentativi punto.
Da junior ha guidato i Broncos in punteggio (14,0 punti a partita), rimbalzi (4,5 a partita), assist (2,7 a partita), rubate e stoppate. È stato inserito nella terza squadra dell'All Mountain West dopo la sua stagione da junior. Ha giocato la maggior parte della stagione con un dolore al ginocchio e ha subito un intervento chirurgico nell'aprile 2019.
Il 7 dicembre 2019 ha stabilito un career-high con 27 punti e sette tiri da 3 punti, mentre Boise State ha sconfitto i Colorado State Rams per 75-64. Il 4 febbraio 2020 ha battuto il record della Mountain West Conference per i tiri da tre punti segnati superando Jimmer Fredette (296) della BYU.  Al termine della stagione regolare, Jessup è stato inserito nella Seconda squadra All-Mountain West. Ha avuto una media di 16,0 punti, 4,4 rimbalzi, 2,1 assist e 1,4 palle recuperate a partita. A fine stagione ha dichiarato la sua eleggibilità al Draft NBA 2020.

### NBA
Il 18 novembre 2020 è stato selezionato con la 51ª scelta assoluta dai Golden State Warriors al Draft NBA 2020.

## Statistiche

### NCAA
| Anno    | Squadra           | PG | PT | MP   | TC%  | 3P%  | TL%  | RP  | AP  | PRP | SP  | PP   |
| ------- | ----------------- | -- | -- | ---- | ---- | ---- | ---- | --- | --- | --- | --- | ---- |
| 2016-17 | Boise St. Broncos | 32 | 31 | 23,6 | 37,7 | 35,5 | 76,7 | 2,8 | 1,4 | 1,0 | 0,3 | 7,4  |
| 2017-18 | Boise St. Broncos | 32 | 25 | 29,5 | 46,5 | 45,7 | 79,5 | 4,7 | 1,8 | 1,3 | 0,6 | 11,6 |
| 2018-19 | Boise St. Broncos | 33 | 32 | 35,5 | 44,5 | 41,0 | 73,1 | 4,5 | 2,7 | 1,1 | 0,5 | 14,0 |
| 2019-20 | Boise St. Broncos | 32 | 32 | 36,0 | 42,6 | 39,7 | 95,9 | 4,4 | 2,1 | 1,4 | 0,5 | 16,0 |